# Pitelino
Pitelino (in russo Пите́лино?) è un insediamento di tipo urbano della Russia europea centrale, situato nell'oblast' di Rjazan'; è il centro amministrativo del distretto Pitelinskij.
Si trova a 3 km dal fiume Pët (affluente della Oka), 130 km (in linea d'aria) a est di Rjazan'.